# エドワード・ハイド (第9代クリフトン男爵)
第9代クリフトン男爵エドワード・ハイド（英語: Edward Hyde, 9th Baron Clifton、1691年10月6日洗礼 – 1713年2月12日）は、イングランド貴族。1709年よりコーンベリー子爵の儀礼称号を使用した。

## 生涯
コーンベリー子爵エドワード・ハイド（後の第3代クラレンドン伯爵）とキャサリン・オブライエン（後の第8代クリフトン女男爵）の息子として生まれ、1691年10月6日に洗礼を受けた。
1706年8月11日に母が死去すると、クリフトン男爵の爵位を継承した。
1707年10月10日、オックスフォード大学クライスト・チャーチに入学した。
1712年1月12日、貴族院議員に就任した。1713年2月12日、過度の飲酒により死去、20日にウェストミンスター寺院に埋葬された。生涯未婚だったため、妹セオドシアが爵位を継承した。